# Meir Yitzhak Halevi
Meir Yitzhak Halevi, Hébreu: מאיר יצחק-הלוי, né le 18 juin 1953, est un homme politique israélien qui est actuellement député à la Knesset.
De 2003 à 2021, il est maire d'Eilat.

## Biographie
Halevi est né à Jérusalem en 1953; d'origine yéménite, son grand-père est le grand-rabbin du Yémen.
Il s'installe à Eilat en 1978 et dirige le centre communautaire et le collège de gestion de la ville. Il est élu au conseil municipal en 1993, et se présente sans succès à la mairie en 1998. Entre 1998 et 2003, il est chef de l'opposition au sein du conseil. Il remporte les élections municipales en 2003, et après la formation du Kadima, Halevi rejoint le nouveau parti. Aux élections de 2008, il conserve son siège avec 50 % des voix.
Avec la création du parti Kadima, faisait partie du groupe Halevi maires qui ont quitté le Likoud en faveur de l'avant. Était parmi les initiateurs du projet national «Ville sans violence» dont le succès est controversée. Entre autres choses pression Halevy et conduit à des navires de casino de fermeture en promenade Eilat auprès de vendeurs pirate évacuation et de réduire la prostitution et la traite des femmes à Eilat. À la suite de menaces de mort et d'un incident au cours duquel une grenade a été lancée à son domicile, maintenant Yitzhak-Halevi et sa sécurité personnelle.
Les élections municipales en novembre 2008, il se présente face à Meir Yitzhak - HaLevi, à deux anciens maires, Gabi Kadosh et Rafi Hochman, et avec un autre candidat du Likoud, Robert Sibony, et remporte une écrasante majorité d'environ 50 pour cent des voix.